# ميخائيل زاكس (قاضي)
ميخائيل زاكس (بالإنجليزية: Michael Sachs)‏ هو كاتب عدل ‏ وقاضي بريطاني، ولد في 8 أبريل 1932، وتوفي في 25 سبتمبر 2003.